# وراكي لا تكذب
وراكي لا تكذب هي أغنية بوب لاتيني للمغنية الكولومبية اللبنانية الأصل شاكيرا وهي أغنية منفردة من ألبومها الخامس oral fixation vol. 2 التثبيت الشفهي 2.وقد ألفت شاكيرا بعض أجزاء من هذه الأغنية حتى تغنيها. والأغنية تعتبر أكثر الأغاني مبيعا حول العالم حيث باعت أكثر من 16 مليون نسخة حول العالم. وهي أكثر أغاني شاكيرا نجاحا حول العالم فقد تخطت أغانيها السابقة، مثل حينما و أينما وunderneath your clothes وكانت أول أغنية لها تحصل على المركز الأول في ترتيب البيلبورد في الولايات المتحدة الأمريكية.

## الكلمات
- تضمنت الأغنية كلمات باللغة الاسبانية كانت شاكيرا قد قامت بإضافتها عندما قامت بتأليف أجزاء منها بنفسها مثل:"Mira en Barranquilla se baila asi" و"Baila en la calle de noche Baila en la calle de dÃƒÂa".
- و قد كان يتردد اسم شاكيرا مرتين قبل كل جزء تغنيه في الأغنية حتى أصبحت علامة شهيرة لها على عديد من المواقع الشهيرة ومواقع التواصل الاجتماعي.

## الفيديو
الفيديو تم إخراجه بواسطة المخرج البريطاني سوفي مولار وقدتم تصوير الفيديو في كاليفورنيا بالولايات المتحدة الأمريكية. يبدأ الفيديو بشاكيرا ورائها خلفية سوداء وهي ترقص ثم ترقص على خلفية أخرى وعندما يغني ويكليف جين مقطعه الراب تستكمل شاكيرا رقصها وحولها ستائر وردية اللون في كل مكان. ثم تظهر شاكيرا في مهرجان مقام في بارانكويللا. وقد تلقت شاكيرا دروس في الرقص قبل أن تؤدي هذه الأغنية في مهرجان إم تي في على يد الراقصة الهندية فرح خان.

هذا الفيديو تلقى نجاحا باهرا حيث كان ضمن أكثر 100 فيديو يتم مشاهدته وظل الرقم واحد لمدة أربعة أشهر على الآي تونز. وهذا الفيديو مشاهد حاليا أكثر من 50 مليون مشاهدة على موقع يوتيوب للنسخة الإنجليزية التابعة لفيفو بينما بوجه عام الفيديو مشاهد أكثر من 85 مليون مشاهدة على يوتيوب.

الفيديو كان أكثر فيديو تمت مشاهدته في عام 2006.

## الجوائز
| عام  | المهرجان       | الجائزة               | النتيجة |
| ---- | -------------- | --------------------- | ------- |
| 2006 | بيلبورد        | أغنية بوب العام       | فوز     |
| 2006 | MTV لاتيني     | أغنية العام           | فوز     |
| 2006 | بيلبورد لاتيني | أفضل أغنية في العام   | رُشِّح     |
| 2006 | بيلبورد لاتيني | أفضل أغنية للراديو    | رُشِّح     |
| 2006 | بيلبورد لاتيني | أفضل تعاون غنائي      | فوز     |
| 2006 | MTV أوروبي     | أفضل أغنية            | رُشِّح     |
| 2006 | MTV فيديو      | أفضل أغنية بوب        | رُشِّح     |
| 2006 | MTV فيديو      | أفضل أغنية لفنانة     | رُشِّح     |
| 2006 | MTV فيديو      | أفضل أغنية راقصة      | رُشِّح     |
| 2006 | MTV فيديو      | أفضل فيديو            | رُشِّح     |
| 2006 | MTV فيديو      | أفضل تصميم رقص        | فوز     |
| 2006 | MTV فيديو      | أفضل إخراج            | رُشِّح     |
| 2006 | MTV فيديو      | تصويت المشاهدين       | رُشِّح     |
| 2006 | أويي           | أفضل أغنية إنجليزية   | فوز     |
| 2006 | أويي           | أفضل أغنية أسبانية    | فوز     |
| 2006 | أويي           | أفضل فيديو للعام      | فوز     |
| 2007 | بيبول          | أفضل أغنية بوب        | فوز     |
| 2007 | NRJ            | أفضل اغنية عالمية     | رُشِّح     |
| 2007 | الرقص العالمي  | أفضل أغنية بوب لاتيني | فوز     |
| 2007 | جرامي          | أفضل تعاون صوتي       | رُشِّح     |

## الشهادات ومراكز السباق
و لحين قريب تظل أغنية وراكي لا تكذب من أنجح الأغاني في القرن الواحد والعشرين حيث احتلت المرتبة الأولى في أكثر من 55 دولة تبعا لمجلة البيلبورد الشهيرة.

و لحين قريب تظل أغنية وراكي لا تكذب من أنجح الأغاني في القرن الواحد والعشرين حيث احتلت المرتبة الأولى في أكثر من 55 دولة تبعا لمجلة البيلبورد الشهيرة.

| البلد                            | المركز | الشهادة             |
| -------------------------------- | ------ | ------------------- |
| أستراليا                         | 1      | أسطوانة بلاتينية    |
| بلجيكا                           | 1      | أسطوانة بلاتينية    |
| كندا                             | 31     | 2x أسطوانة بلاتينية |
| الدنمارك                         | 4      | أسطوانة بلاتينية    |
| هولندا                           | 1      | أسطوانة بلاتينية    |
| فنلندا                           | 2      | أسطوانة بلاتينية    |
| فرنسا                            | 1      | أسطوانة ذهبية       |
| المجر                            | 1      | أسطوانة بلاتينية    |
| أيرلندا                          | 1      | أسطوانة بلاتينية    |
| إيطاليا                          | 1      | أسطوانة بلاتينية    |
| اليابان                          | 1      | أسطوانة بلاتينية    |
| ألمانيا                          | 1      | أسطوانة بلاتينية    |
| نيوزيلندا                        | 1      | أسطوانة ذهبية       |
| النرويج                          | 2      | أسطوانة بلاتينية    |
| سلوفاكيا                         | 8      | أسطوانة ذهبية       |
| السويد                           | 45     | أسطوانة ذهبية       |
| المملكة المتحدة                  | 1      | أسطوانة ذهبية       |
| الولايات المتحدة (أعلى 100)      | 1      | 3x أسطوانة بلاتينية |
| الولايات المتحدة (أغاني ديجيتال) | 1      | أسطوانة بلاتينية    |
| الولايات المتحدة (لاتيني)        | 1      | 2x أسطوانة بلاتينية |